# Süntelturm
Der Süntelturm im niedersächsischen Landkreis Hameln-Pyrmont ist ein 25 m hoher Aussichtsturm auf der Hohen Egge (ca. 440 m ü. NHN), der höchsten Erhebung des Süntels. Auf dem Turm befindet sich die Amateurfunk-Relaisstation DB0SHG.

## Lage
Der Süntelturm steht auf der Hohen Egge am Turmweg auf der Gemarkung der etwa 6 km ostnordöstlich gelegenen Kurstadt Bad Münder unmittelbar an der Gemarkungsgrenze zum westlich des Turms gelegenen Haddessen, einem Ortsteil von Hessisch Oldendorf. Rund 7,5 km südlich liegt der Ortskern der Kreisstadt Hameln. Der Turm ist auf verschiedenen Wirtschafts- und Wanderwegen erreichbar.

## Bauwerksbeschreibung
Der unter Denkmalschutz stehende, als Rundturm gestaltete Süntelturm ist 25 m hoch und hat einen Innendurchmesser von 2,40 m. Er wurde aus Süntelsandstein-Mauerwerk errichtet, der in den nahegelegenen Pötzer Steinbrüchen gewonnen wurden. Seine Mauern sind am Fuß 1,45 m dick und verjüngen sich auf 0,85 m im oberen Teil des Turmschafts. Es führt eine massive Wendeltreppe aus Stein mit 95 Stufen und eine anschließende Stahltreppe mit zwölf Stufen hinauf zur Aussichtsplattform.

## Geschichte
Auf der Hohen Egge wurde 1882 erstmals ein hölzerner Aussichtsturm eröffnet – der Augusta-Turm. 1899, nachdem dieser Turm baufällig geworden war, begann man mit dem Bau des heutigen Süntelturms aus Sandstein. Der Grundstein wurde am 24. September 1899 gelegt; anwesend war unter anderem auch der Heidedichter Hermann Löns. Die Baukosten betrugen 7.000 Mark. Am 17. Mai 1901 wurde der Turm eingeweiht.
1910 bekam der Turm einen massiven Sandsteinanbau, in dem sich eine kleine Küche, eine Theke und ein Gastraum befand. 1912 erhielt der Turm einen Telefonanschluss.
Auf dem Süntelturm befand sich zu Beginn des Zweiten Weltkrieges eine Flug-Meldewache, in der 13 Soldaten eingesetzt wurden. Sie mussten Flugobjekte sowie Fluggeräusche nach Hannover melden.
1951, zum 50-jährigen Turmbestehen, wurden alle Schäden beseitigt, die durch Alter und Kriegseinwirkung entstanden waren. 1977 wurde der Turm eingerüstet, um Fugen und Risse im Mauerwerk abzudichten.
1985/86 war die Bewirtschaftung gefährdet, da Anschlüsse für Wasser, Abwasser und Strom fehlten. Der Landkreis Hameln-Pyrmont und die Städte Hameln, Bad Münder und Hessisch Oldendorf bildeten eine Finanzierungsgemeinschaft und begannen mit dem Bau von Strom-, Wasser- und Abwasserleitungen sowie einem Sanitärbereich. 1988 wurde die sanierte Gaststätte eingeweiht. Im gleichen Jahr gingen Turm und Gaststätte in die Verantwortung der Stadt Bad Münder über.
2010 wurde der Turm letztmals saniert. Im Jahre 2012 wurde der Aufstieg zum Turm wegen Einsturzgefahr der Treppenstufen gesperrt. Die Sanierung der Treppe wurde im Juli 2012 abgeschlossen. Das Wanderlokal blieb während dieser Zeit geöffnet.

## Aussichtsmöglichkeiten
Von der Aussichtsplattform des Süntelturms fällt der Blick unter anderem zum Steinhuder Meer (Norden), zum Deister im Nordosten, zum Kleinen Deister und Nesselberg im Osten, zum Ith im Südosten, zum Vogler und Solling im Südsüdosten, nach Hameln im Tal der Weser und zum Köterberg im Süden, zum Lipper Bergland im Südwesten, zum Wesergebirge im Westen und zum Bückeberg im Nordwesten; bei guten Sichtbedingungen reicht der Blick bis zum etwa 94 km (Luftlinie) entfernten Brocken im Harz (Südosten).